# دنیس گانزل
دنیس گانزل (به آلمانی: Dennis Gansel) (زاده ۴ اکتبر ۱۹۷۳) بازیگر، کارگردان و نویسنده آلمانی است.

## فیلم‌شناسی
فهرست برخی فیلم‌هایی که وی کارگردانی آنها را به عهده داشته است :
- قبل از سقوط (۲۰۰۴)
- موج (۲۰۰۸)
- مکانیک: رستاخیز (۲۰۱۶)